# Zenon Martyniuk
Zenon Martyniuk (ur. 23 czerwca 1969 w Gredelach) – polski piosenkarz i gitarzysta wykonujący muzykę z gatunku disco polo.
Od 1989 wokalista zespołu Akcent, który założył z Mariuszem Anikiejem. Z zespołem wydał 15 albumów studyjnych i wylansował przeboje takie jak np.: „Moja gwiazda” (cover utworu „Tavo Bučinys” litewskiego zespołu Miledi), „Królowa nocy” (cover utworu grupy Meffis), „Pragnienie miłości” (cover utworu „Chotiet´ nie wriedno!” rosyjskiego duetu Wałdaj), oraz niebędące coverami „Przekorny los” i „Przez twe oczy zielone”. 
W latach 1991–1993 współtworzył z Henrykiem Millerem zespół Ex-Akcent, z którym wydał trzy albumy: Szczęśliwy czas (1991), Piękna niedziela (1992) i Kolędy (1992). Od 1994 występuje także jako artysta solowy, wydając albumy pt. Wspomnienie (1994) i Do Ciebie... (2006; nagrana z Waldkiem Oksztulem) oraz minialbum Ja gnam przed siebie (2019).
Był głównym bohaterem filmu biograficznego Zenek, wystąpił gościnnie w filmie Miszmasz, czyli kogel-mogel 3 i w serialu Lombard. Życie pod zastaw.

## Życiorys

### Rodzina i edukacja
Jest synem Bazylego i Teresy Martyniuków, którzy zajmowali się gospodarstwem. Ma starszą o trzy lata siostrę Wiolettę. Pochodzi z rodziny mieszanej wyznaniowo – matka jest wyznania rzymskokatolickiego, a ojciec był wyznania prawosławnego. W niemowlęctwie został ochrzczony w cerkwi, a wychowywany był w obrządku rzymskokatolickim. Dorastał w rodzinie o tradycjach muzycznych: babka i matka śpiewały, wujkowie grali w zespołach muzycznych na zabawach wiejskich. Sam już jako dziecko rozpoczął edukację muzyczną, od wczesnych lat dzieciństwa uświetniał występami imprezy i akademie szkolne.
Po ukończeniu nauki w ósmej klasie szkoły podstawowej zaczął występować zarobkowo z różnymi zespołami muzycznymi na lokalnych imprezach i przyjęciach weselnych, poza tym trenował piłkę nożną i biegi oraz udzielał się w harcerstwie. Ukończył IV Liceum Ogólnokształcące w Białymstoku i Studium Ekonomiczne w Zespole Szkół nr 3 im. Władysława Stanisława Reymonta w Bielsku Podlaskim. Potrafi śpiewać w językach: romskim, angielskim, białoruskim (w dzieciństwie wygrywał konkursy piosenki białoruskiej) i rosyjskim.

### Kariera zawodowa
Podczas występu na jednym z przyjęć weselnych został wypatrzony przez Zenobiusza Gula, który zaproponował mu występy w swoim zespole Akord. Występował także w zespołach: Centrum, Zenki, Orfeusz i Venus. Pod koniec 1989 wraz z Mariuszem Anikiejem założył zespół Akcent. Latem 1991 wyjechał do Belgii, gdzie zagrał pierwsze koncerty dla tamtejszej Polonii. W latach 1991–1993, po wyjeździe Anikieja do Belgii, występował w zespołach Ex-Akcent razem z Henrykiem Mellerem, z którym wydał trzy albumy: Szczęśliwy czas, Piękna niedziela i Kolędy. Poza tym udzielał się w zespole Crazy Boys, z którym m.in. nagrał kilka piosenek dla wytwórni Blue Star i w 1992 wystąpił w warszawskiej Sali Kongresowej na Gali Piosenki Popularnej i Chodnikowej.

Po powrocie Anikieja do Polski w 1993 reaktywowali zespół Akcent. Do końca lat 90. wraz z formacją wylansował liczne przeboje, m.in.: „Życie to są chwile”, „Moja gwiazda” czy „Królowa nocy”, z czego dwa ostatnie są coverami zagranicznych utworów. W 1994 wydał także solowy album studyjny pt. Wspomnienie.

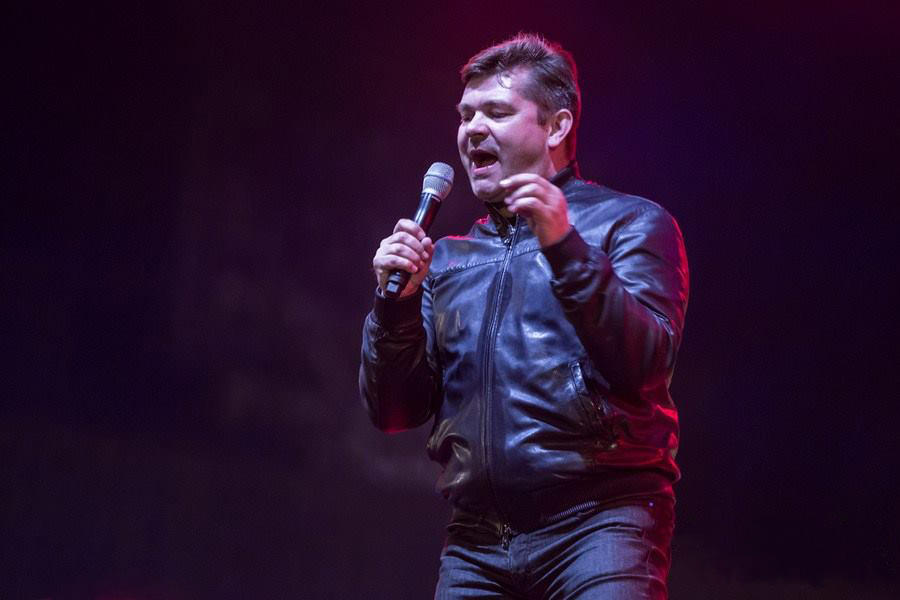
Zenon Martyniuk (2016)

W 2006 premierę miał album pt. Do ciebie, który nagrał z Waldemarem Oksztulem z grupy Imperium. W nowym tysiącleciu nagrał z Akcentem kolejne płyty oraz wylansował covery takie jak m.in. „Pragnienie miłości”, „Przekorny los” czy utwór „Przez twe oczy zielone”. Teledysk do tego ostatniego odniósł ogromny sukces komercyjny, zostając drugim klipem do polskiej piosenki, który przekroczył próg 100 mln wyświetleń w serwisie YouTube. W 2015 był gościem talk-show Kuby Wojewódzkiego oraz nagrał w duecie z Edwardem Hulewiczem nową wersję jego piosenki „Za zdrowie pań”. 22 listopada 2016 odebrał statuetkę „Super Osobowości” za wygraną w plebiscycie na Artystę 25-lecia organizowanym przez dziennik „Super Express”. Przeszło miesiąc później zaśpiewał podczas Sylwestra z Dwójką w Zakopanem, a jego wykonanie piosenki „Przez twe oczy zielone” w duecie z Marylą Rodowicz było szeroko komentowane przez ogólnopolskie media. Pod koniec roku wydał także kalendarz charytatywny „Zakochani w pomaganiu”. W czerwcu 2017 był gościem programu Gwiazdy Cejrowskiego i wystąpił w koncercie „25 lat disco polo – gala jubileuszowa”. 5 lipca nakładem wydawnictwa Edipresse Polska ukazała się książka biograficzna pt. „Zenon Martyniuk – Życie to są chwile”, będąca wywiadem przeprowadzonym z Martyniukiem przez Martynę Rokitę; fragmenty biografii były czytane przez pięć dni w tygodniu na antenie Polskiego Radia Białystok. W grudniu zaśpiewał „Przez twe oczy zielone” w orkiestrowej aranżacji na gali 25-lecia telewizji Polsat i uświetnił występem plenerowy koncert Sylwester marzeń z Dwójką w Zakopanem. Jego występ śledziło na żywo ok. 7,4 mln telewidzów. We wrześniu 2018 wystąpił podczas koncertu „Roztańczony PGE Narodowy” emitowanego przez TVP2, a w maju 2019 był jednym z artystów koncertu „Wierzę w miłość” w ramach Polsat SuperHit Festiwal. 26 grudnia na antenie TVP2 został wyemitowany benefis zatytułowany „Życie to są chwile” z okazji 30-lecia pracy artystycznej Martyniuka, który obejrzało ok. 4 mln telewidzów. 31 grudnia wystąpił na Sylwestrze marzeń z Dwójką odbywającym się w Zakopanem.
Wystąpił gościnnie w filmie Miszmasz, czyli kogel-mogel 3 (2019) i w jednym z odcinków serialu Lombard. Życie pod zastaw (2021). W 2020 został twarzą kampanii reklamowej sieci sklepów MediaMarkt i wystąpił gościnnie w filmie Jana Hryniaka Zenek (2020), którego fabuła oparta była na życiorysie Martyniuka. W 2024 został jednym z jurorów programu rozrywkowego Disco Star w Polo TV. Wystąpił także w reklamie Delikatesów Centrum w ramach akcji Disco Promo.

## Charakterystyka muzyczna i inspiracje
Jest muzycznym samoukiem, nigdy nie uczęszczał do profesjonalnej szkoły muzycznej. Jego pierwszą nauczycielką śpiewu była babka Nina, a muzyki uczył go wuj Mikołaj. Posiada trzy gitary akustyczne, w tym instrument pochodzący z limitowanej edycji Takamine.
W młodości słuchał twórczości artystek takich jak Anna German, Halina Frąckowiak, Anna Jantar, Zdzisława Sośnicka, Irena Jarocka i Eleni, a także Janusza Laskowskiego. Ceni sobie też muzykę kanadyjskiego piosenkarza Rocha Voisine, a za swoich idoli uznaje Limahla i Johna McInerneya z zespołu Bad Boys Blue.
Dzięki Kazimierzowi Wysockiemu zainteresował się muzyką cygańską i zaczął śpiewać po romsku.

## Wizerunek
Przez wiele lat kariery nosił fryzurę inspirowaną swoim idolem, Limahlem, ale też George’em Michaelem i Dieterem Bohlenem. Pod koniec lat 90. ściął włosy, zachęcony przez fryzjera do uczesania stylizowanego na Ricky’ego Martina. Na scenie niemal zawsze występuje w koszuli i garniturze.
Martyniuk w wypowiedziach publicznych często używa zdrobnień.

## Wpływ na popkulturę
Jest jednym z najpopularniejszych wokalistów gatunku disco polo  i współautorem  nazwy tego gatunku.  Uważany jest za czołowego przedstawiciela nurtu discopolowo-cygańskiego, nazywany jest „królem disco polo”.
Wielokrotnie odrzucał propozycje udziału w programie rozrywkowym Dancing with the Stars. Taniec z gwiazdami, nie przyjął także zaproszenia do występu w programie Top Chef – Gwiazdy od kuchni.
Użyczył wizerunku napojowi energetyzującemu „Zenek Energy Drink”, który został stworzony w 2017 przez warszawską spółkę Just Food Polska.
W 2017 zespół Rompey nagrał utwór „Być jak Zenek”, którego tekst nawiązuje do życiorysu i przebojów Martyniuka.
W lipcu 2017 potwierdzono powstanie filmu biograficznego na podstawie życiorysu Martyniuka. Premiera filmu Zenek w reżyserii Jana Hryniaka odbyła się 14 lutego 2020, głównego bohatera zagrali Jakub Zając i Krzysztof Czeczot.
W postać wokalisty wcielili się m.in. uczestnicy programu rozrywkowego Polsatu Twoja twarz brzmi znajomo oraz Jarosław Sadza z Kabaretu Skeczów Męczących w parodii zwiastuna filmu Zenek.

## Życie prywatne
4 lutego 1989 w kościele Matki Bożej z Góry Karmel w Bielsku Podlaskim poślubił Danutę Rolecką, której zadedykował „Sonet dla miłości”. Mają syna Daniela (ur. 1 sierpnia 1989) i dwoje wnuków: Laurę (ur. 2019) i Floriana (ur. 2025). W 1994 przeprowadził się z rodziną z Bielska Podlaskiego do Białegostoku, następnie zamieszkał w Grabówce.
Deklaruje się jako osoba wierząca.
Jest fanem piłki nożnej, szczególnie kibicuje drużynie Jagiellonia Białystok, dla której nagrał nową wersję swojego przeboju „Przez twe oczy zielone” – „Przez twe bramki strzelone”. 25 maja 2024 roku Martyniuk wystąpił przed rozpoczęciem ostatniego meczu sezonu 2023/2024, rozegranego z Wartą Poznań, po którym Jagiellonia zdobyła mistrzostwo Polski.

## Dyskografia
Albumy studyjne
| Wspomnienie                          | 1994 | – |
| Do Ciebie... (oraz Waldemar Oksztul) | 2006 | – |
| „–” album nie był notowany.          |      |   |

Minialbumy
| Ja gnam przed siebie        | 2019 | – |
| „–” album nie był notowany. |      |   |

Single
| Tytuł | Rok premiery | Autorzy                                                          | Autorzy                                                                 |
| Tytuł | Rok premiery | Muzyka                                                           | Słowa                                                                   |
| --- | ------------ | ---------------------------------------------------------------- | ----------------------------------------------------------------------- |
| „Za zdrowie pań” (oraz Edward Hulewicz) | 2015         | Jarosław Kukulski, Janusz Sławiński                              | Andrzej Kudelski                                                        |
| „Jola” | 2019         | Zenon Martyniuk, Mirosław Niewiński                              | Zenon Martyniuk, Mirosław Niewiński                                     |
| „Nasza jest ta noc” (oraz Adam Chrola) | 2019         | Zenon Martyniuk, Marzanna Zrajkowska                             | Zenon Martyniuk, Marek Zrajkowski                                       |
| „Nie wolno zabić tej miłości” | 2020         | Zenon Martyniuk, Marcin Nierubiec                                | Marek Dutkiewicz                                                        |
| „Classy Girl” | 2021         | Marcin Nierubiec, Zenon Martyniuk                                | Zenon Martyniuk                                                         |
| „To ja ciebie wołam” | 2022         | Zenon Martyniuk                                                  | Zenon Martyniuk                                                         |
| „Dziki Zachód” | 2023         | Zenon Martyniuk                                                  | Zenon Martyniuk                                                         |
| „Będę zawsze tam gdzie ty” | 2024         | Marzanna Zrajkowska                                              | Marek Zrajkowski                                                        |
| „Jak mam cię pokochać” | 2024         | Zenon Martyniuk, Marcin Kiljan                                   | Zenon Martyniuk, Marcin Kiljan                                          |
| „Złoto” (oraz Marcin Miller, Defis, Sławomir, Miły Pan, Radosław Liszewski, M.I.G, Magdalena Narożna, Łobuzy, Skolim jako Roztańczona Reprezentacja) | 2024         | Łukasz Sienicki                                                  | Łukasz Sienicki, Filip Pacholczyk, Bogumił Romanowski                   |
| „Bez Ciebie nie ma nas” | 2024         | Zenon Martyniuk, Marcin Kiljan                                   | Zenon Martyniuk, Marcin Kiljan                                          |
| „Zabiorę Ciebie” | 2024         | Zenon Martyniuk, Marcin Kiljan                                   | Zenon Martyniuk, Marcin Kiljan                                          |
| „Tańcz” (oraz Sławomir, Akcent) | 2024         | Sławomir Zapała, Zenon Martyniuk                                 | Sławomir Zapała, Zenon Martyniuk                                        |
| „Ostatni raz” | 2024         | Zenon Martyniuk, Łukasz Sienicki, Marcin Książak, Piotr Surowiec | Zenon Martyniuk, Łukasz Sienicki, Marcin Książak                        |
| „Mandacik” (oraz Łobuzy, Akcent) | 2025         | Bogumił Romanowski, Filip Pacholczyk                             | Bogumił Romanowski, Filip Pacholczyk, Izabela Sołowska, Zenon Martyniuk |

## Teledyski
| Tytuł | Rok premiery | Reżyseria/Realizacja       |
| --- | ------------ | -------------------------- |
| „Ostatni klaps” (oraz Diego) | 2015         | Mushchelka Group           |
| „Za zdrowie pań” (oraz Edward Hulewicz) | 2015         | Przemysław Czaplicki       |
| „Leć kolędo w świat” | 2017         |                            |
| „Jola” | 2019         | ProVoice                   |
| „Nasza jest ta noc” (oraz Adam Chrola) | 2019         | Dronatimedia               |
| „Czas świątecznych cudów” | 2021         |                            |
| „Classy Girl” | 2021         | Marek Zrajkowski           |
| „To ja ciebie wołam” | 2022         | Variete Productions        |
| „Dziki Zachód” | 2023         |                            |
| „Będę zawsze tam gdzie ty” | 2024         |                            |
| „Jak mam cię pokochać” | 2024         | Mass Music                 |
| „Złoto” (oraz Marcin Miller, Defis, Sławomir, Miły Pan, Radosław Liszewski, M.I.G, Magdalena Narożna, Łobuzy, Skolim jako Roztańczona Reprezentacja) | 2024         | Grzegorz Ignaciuk          |
| „Bez Ciebie nie ma nas” | 2024         | Mass Music                 |
| „Tańcz” (oraz Sławomir) | 2024         | Magdalena Kajrowicz-Zapała |
| „Ostatni raz” | 2024         | Intermedio                 |
| „Tańcz Bachata” (oraz Sławomir) | 2024         | Magdalena Kajrowicz-Zapała |
| „Zabiorę Ciebie” | 2024         | Mass Music                 |
| „Mandacik” (oraz Łobuzy) | 2025         | Stykky Media               |

## Filmografia
| Obsada aktorska               |      |        |
| Tytuł                         | Rok  | Rola   |
| Miszmasz, czyli kogel-mogel 3 | 2019 | On sam |
| Zenek                         | 2020 | On sam |
| Lombard. Życie pod zastaw     | 2021 | On sam |